# ビジネスデザイン研究所
株式会社ビジネスデザイン研究所（ビジネスデザインけんきゅうじょ）は、東京都千代田区内幸町一丁目に本社をおく、新しいビジネス・サービスを創出し社会に送り出す事業プロデュース会社である。
会社名が長いため、英語のBusiness Design Laboratoryの頭文字をとって、BDLと略して呼ばれることも多い。また、現在はグループ会社3社を運営している。
代表である久保欣也は、早稲田大学招聘研究員の経験もあり、日経BPの講師なども務め、日経クロステックにて対談や、講義等行っている。

## 概要
- 2015年11月に設立される[注釈 1]。新規事業コンサルティングをはじめ、サブスク型のITシステムサービス事業など幅広く手掛ける。
- 2016年1月14日、グループ会社として株式会社レジンを設立。主に情報システムサービスの企画・設計や開発を行う。
- 2018年2月、完全成果報酬型、エネルギーコスト削減サービス「わが社の省エネ顧問」[5]、新事業立上げ支援サービス「UMIDAS+」[6]、電力事業ワンストップ支援サービス「ENESHIRU」[7]の提供を開始。
- 2018年5月2日、子会社として株式会社日本省電を設立。エネルギーコスト削減支援、エネルギーマネジメント支援やESG/SDGs向けの再エネ電力調達支援を行っている。